# Poturo
Poturo es una localidad del estado mexicano de Michoacán. Es parte del municipio de Churumuco.

## Demografía
| Gráfica de evolución demográfica |
|                                  |

| Censo | Población |
| ----- | --------- |
| 1900  | 235       |
| 1910  | 326       |
| 1921  | 206       |
| 1930  | 359       |
| 1940  | 395       |
| 1950  | 493       |
| 1960  | 631       |
| 1970  | 850       |
| 1980  | 1004      |
| 1990  | 1568      |
| 2000  | 1352      |
| 2010  | 1203      |
| 2020  | 1043      |